# Wasserhöhle im Poleva-Tal
Die Wasserhöhle im Poleva-Tal (rumänisch Peștera cu apă din Valea Polevii) ist ein Schutzgebiet in Natur- und Landschaftsschutz der IUCN-Kategorie IV. Sie befindet sich auf dem Areal der Gemeinde  Coronini, im Kreis Caraș-Severin, in Rumänien.

## Beschreibung
Die Wasserhöhle im Poleva-Tal erstreckt sich über eine Fläche von 3,2 Hektar im Süden des Banats und gehört zum Naturpark Eisernes Tor. Sie ist 4,5 km von dem zur Gemeinde Coronini gehörenden Dorf Gârliște entfernt. 
Von den insgesamt 397 Metern Höhlenlänge sind 250 Meter begehbar. Die Höhle wird von einem Bachlauf durchzogen und beherbergt eine große Population von Fledermäusen, wodurch sich mancherorts größere Guano-Ablagerungen gebildet haben. Im begehbaren Bereich der Höhle wechseln sich verschiedene Tropfsteingebilde wie Sinterbecken, Fließfacetten, Stalaktiten und Stalagmiten ab.

## Schutzstatus
Die Höhle und ihre Umgebung stehen seit 2004 unter Schutz.